# Han Ji-an
Kim Hee-jin (en hangul, 김희진) conocida artísticamente como Han Ji-an (hangul, 한지안), es una actriz surcoreana.

## Biografía
Estudió en la Universidad Dongguk.

## Carrera
En de abril de 2021 se unió al elenco secundario de la serie Entonces me casé con la antifan, donde da vida a Oh In-hyung. La serie fue filmada en 2018.

## Filmografía

### Serie de televisión
| Año  | Título                          | Papel        | Red      | Notas         | Ref.        |
| ---- | ------------------------------- | ------------ | -------- | ------------- | ----------- |
| 2014 | Schoolgirl Detectives           | Nam Hyo-jo   | JTBC     |               |             |
| 2014 | Monster                         | Min-ah       | KBS      | Drama Special |             |
| 2015 | My Mother is a Daughter-in-law  | Jeon Eul-hee | SBS      |               | [ 4 ] [ 5 ] |
| 2016 | Mrs.Cop 2                       | Lee Jin-ah   | SBS      |               |             |
| 2016 | That Sun in the Sky             | Oh Geum-soon | KBS      |               |             |
| 2021 | Entonces me casé con la antifan | Oh In-hyung  | Naver TV |               | [ 6 ] [ 7 ] |
| 2024 | La paradoja del asesino         | Hyeong Ji-su | Netflix  | Serie web     | [ 8 ]       |

### Cine
| Año  | Título                          | Papel          | Ref.   |
| ---- | ------------------------------- | -------------- | ------ |
| 2014 | The Plan                        | Se-hee (joven) |        |
| 2018 | The Princess and the Matchmaker | Gisaeng 1      | [ 9 ]  |
| 2018 | The Vanished                    | Hye-jin        | [ 10 ] |